# Khandro Rinpoché
Rinpoché
Urgyen Tsomo
Khandro Rinpoché ou Khandroma Tsering Paldron Rinpoché, (née le 19 août 1967 à Kalimpong) directrice du monastère Samten Tse (Inde), est la fille de Mindroling Trichen, chef de l'école Nyingma du bouddhisme tibétain, un des lamas tibétains les plus renommés. Née dans la lignée de Mindroling, qui dans toute son histoire a eu beaucoup de maîtres femmes accomplies, Khandro Tsering Paldrön a été identifiée à l'âge de deux ans par le 16e Karmapa comme réincarnation de la Grande Dakini de Tsourphou, Khandro Urgyen Tsomo, une des maîtres femmes les plus renommées de son temps. La présente Khandro Rinpoché détient les lignées des traditions Nyingma et Kagyu.
Elle a reçu des enseignements et des transmissions de certains des maîtres les plus accomplis du XXe siècle, y compris le 14e Dalaï Lama, Mindroling Trichen, Dilgo Khyentse Rinpoché, Trulshik Rinpoché, Tenga Rinpoché, Tsetrul Rinpoché et Tulku Urgyen Rinpoché.
Elle maintient un programme rigoureux, enseignant des traditions Kagyupa et Nyingmapa aux États-Unis, Hawaï, au Canada, au Danemark, en Norvège, en Espagne, en Allemagne, en France, en République Tchèque et en Grèce. Elle a établi et dirige le centre de retraite de Samten Tse à Mussoorie en Inde, où résident 30 nonnes et qui fournit également un lieu d'étude et de retraite pour les pratiquants laïques et monastiques occidentaux. Elle est également professeur résident au centre de retraite du Jardin des lotus en Virginie, États-Unis, où elle a établi des pratiques de retraite, l'étude de textes bouddhistes importants, et invite des professeurs de toutes les lignées. Elle est également activement impliquée auprès du monastère de Mindroling de Dehradun en Inde.
Elle dirige également plusieurs projets humanitaires pour apporter des soins de santé et l'éducation bouddhiste aux pratiquants laïcs et monastiques qui travaillent main dans la main sur divers chantiers - incluant un projet pour soigner la lèpre.
En mars 2019, Khandro Rinpoché devient directrice spirituelle par intérim de Lérab Ling, remplaçant Sogyal Rinpoché qui a démissionné en août 2017.